# نیرمین محسن
نیرمین محسن (انگلیسی: Nermin Mohsen؛ زادهٔ ۱۵ دسامبر ۱۹۹۳ یک هنرپیشه اهل عربستان سعودی است. وی در سال ۲۰۱۰ در فیلم هنرمند سوری به نام یاسر العظمه در سریال مرایا با ایفای چند نقش کوچک فعالیت‌های هنری خود را آغاز کرد.

## فعالیت‌ها

### سریال‌ها
| سال تولید     | سریال         | با مشارکت |
| ------------- | ------------- | --- |
| ۲۰۱۰          | مرایا         | یاسر العظمة |
| ۲۰۱۰ (میلادی) | ابو جانتی     | سامیة الجزائری، سامر المصری، ایمن رضا، تاج حیدر، فادی صبیح، اندریه سکاف، شکران مرتجی                                                       |
| ۲۰۱۲          | وای فای ۱     | داوود حسین، حسن البلام، حبیب الحبیب، اسعد الزهرانی، عبد الإله السنانی، ناصر قاسم القصبی، طارق العلی، هنادی الکندری، نورة العمیری           |
| ۲۰۱۳          | المجهولة.     | عبد المحسن النمر، زهرة الخرجی، لیلی السلمان، سعید قریش، شیلاء سبت، بدر اللحید                                                              |
| ۲۰۱۳ (میلادی) | وای فای ۲     | حسن البلام، حبیب الحبیب، اسعد الزهرانی، عبد الإله السنانی، طارق الحربی، محسن الشمری، سامیة الطرابلسی                                       |
| ۲۰۱۴          | الحب سلطان    | عبدالمحسن النمر، زهرة الخرجی، فاطمة عبدالرحیم، امیرة محمد، إبراهیم الحساوی، خالد سلیم، اریام، عبدالله الطلیحی، نیفین ماضی، عبدالله الغامدی |
| ۲۰۱۴          | وای فای ۳     | حبیب الحبیب، اسعد الزهرانی، عبد الإله السنانی، منی شداد، میس کمر، هیا الشعیبی، ریماس منصور                                                 |
| ۲۰۱۴          | سقف واحد      | احمد السلمان، سلمی سالم، می البلوشی، امل عباس، سوسن الهارون، مریم حسین، شوق                                                                |
| ۲۰۱۴          | فایف جی ۲     | منی شداد، مروة محمد، افنان فؤاد، سارة الیافعی،                                                                                             |
| ۲۰۱۵          | انیسة الونیسة | عبد المحسن النمر، فخریة خمیس، فاطمة الصفی، خالد البریکی، عبیر احمد، عبدالله الطراروة، إلهام علی، ملاک                                      |
| ۲۰۱۵          | انکسار الصمت  | شمعة محمد، فخریة خمیس، فاطمة عبدالرحیم |
| ۲۰۱۵          | بقایا الم     | غرور، غازی حسین، فهد البنای |
| ۲۰۱۵          | شبیه الریح    | عبدالله زید، رزیقة الطارش |
| ۲۰۱۵          | سوبر محصل     | اسعد الزهرانی، طارق الحربی، میس کمر، المهرة                                                                                                |